# Recolta însângerată
Recolta însângerată (titlu original: Children of the Corn) este un film american de groază din 2009 scris, produs și regizat de Donald P. Borchers. A avut premiera la 26 septembrie 2009 pe Syfy, este produs de Anchor Bay  Saphire-Borchers și DawnField Entertainment și distribuit de Fox Television Studios. Rolurile principale au fost interpretate de actorii Daniel Newman, Kandyse McClure, David Anders, Preston Bailey și Alexa Nikolas. Este o refacere pentru televiziune a filmului De veghe în lanul de porumb (Children of the Corn) din 1984.

## Distribuție
- David Anders - Burt, He is the main protagonist along his wife.
- Kandyse McClure - Vicky, Burt's wife.
- Daniel Newman - Malachai.
- Preston Bailey - Isaac, The 9 year old "prophet" leader of the cult.
- Alexa Nikolas - Ruth
- Isabelle Fuhrman - Additional Voices
- Leo Howard - Additional Voices

## Producție
Filmările au avut loc în perioada ____. Cheltuielile de producție s-au ridicat la ___ $.